# Ugo Ciapini
Ugo Ciapini (Firenze, 1866 – Perugia, post 1931) è stato uno scultore italiano.

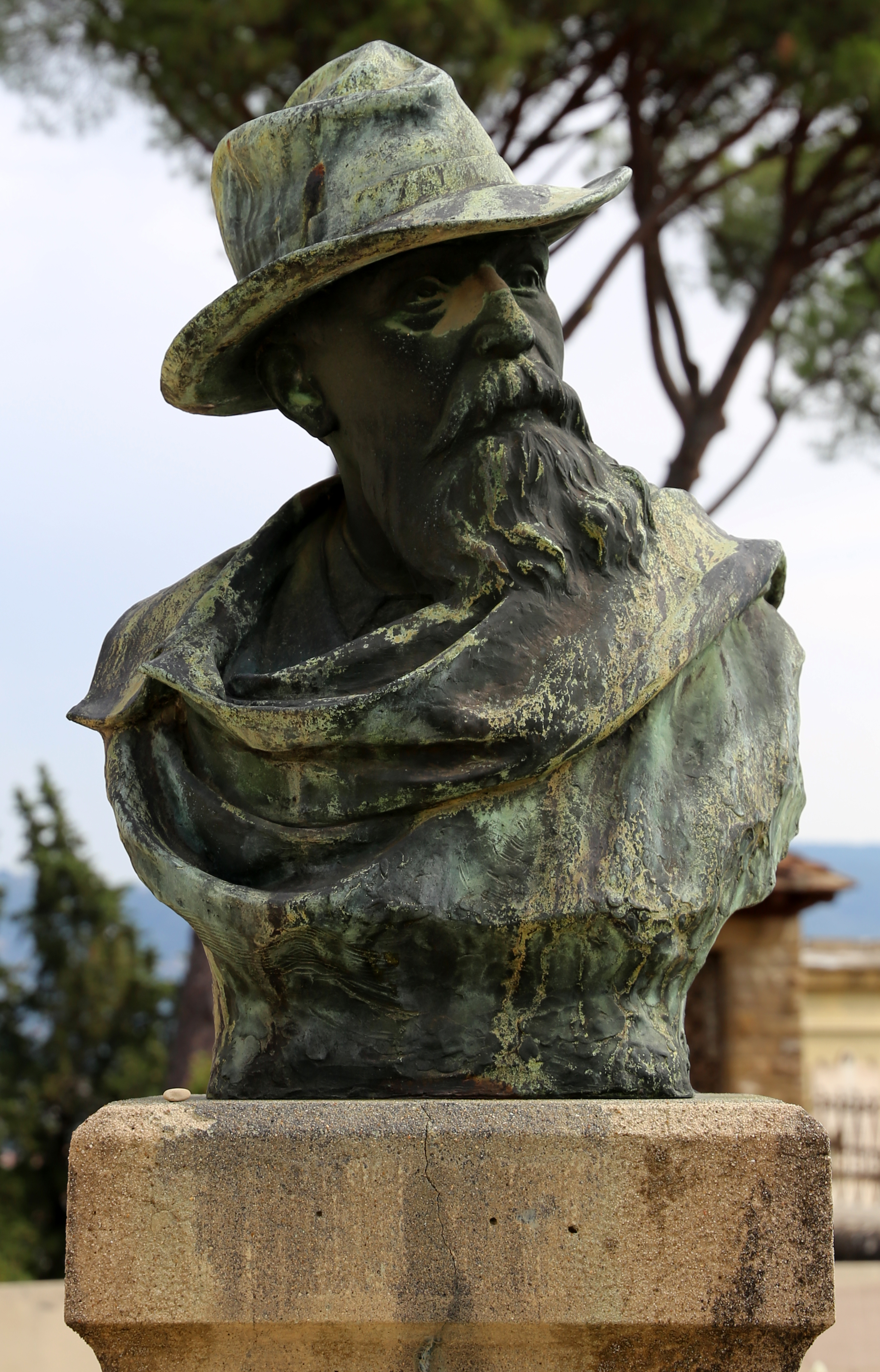
Busto di Andrea Giannelli, 1920

Studiò all'Istituto d'arte di Firenze tra dil 1883 e il 1886, poi all'Accademia di Belle Arti, allievo di Augusto Rivalta ed Emilio Zocchi. Tra il 1885 e il 1893 partecipò ad alcune esibizioni artistiche a Firenze.
Nel gennaio 1898 il Tribunale di Firenze lo processò con altri quattro imputati, per un assalto alla redazione del giornale cittadino Fieramosca: l'accusa per lui era di «eccitamento a commettere i danneggiamenti commessi agli uffici del Fieramosca e di eccitamento all'odio fra le diverse classi sociali, per aver gridato: "Abbasso la borghesia, abbasso gli affamatori!"»; Ciapini fu condannato a 45 giorni di arresto perché ritenuto responsabile di «grida sediziose».
Fu un attivo partecipante alla "monumentomania" degli anni venti, scolpendo i monumenti ai caduti di Sovicille (1922) e di Calenzano. Fu anche autore di opere funebri, soprattutto al cimitero di Trespiano, come il Monumento Santoni del 1931, sua unica opera in marmo.